# Río Dee (Gales e Inglaterra)
El río Dee (idioma galés: Afon Dyfrdwy) es un río británico que corre en el noreste de Gales y el noroeste de Inglaterra. El Dee tiene una longitud de 112 kilómetros.
El Dee empieza a la altitud de 200 metros en el lago de Bala, en el condado galés de Gwynedd, en el parque nacional de  Snowdonia. La primera villa al lado del Dee es Corwen, y más tarde Llangollen y Cefn Mawr. Después de Cefn Mawr, el Dee es brevemente la frontera entre Gales y el condado inglés de Shropshire, y más tarde da su nombre a la villa de Bangor on Dee. Después de Bangor, el Dee es la frontera además entre Gales y el condado inglés de Cheshire. Corre en su capital, Chester, la única ciudad a su lado.
El Dee vuelve a Gales y tiene un estuario después de la villa de Connah’s Quay en el condado de Flintshire.  Desemboca al mar de Irlanda.